# Вилариос
Вилариос (итал. Villarios) је насеље у Италији у округу Карбонија-Иглесијас, региону Сардинија.
Према процени из 2011. у насељу је живело 457 становника. Насеље се налази на надморској висини од 56 м.